# هنتر هندري
هنتر هندري (24 مايو 1895 في أستراليا - 16 ديسمبر 1988 في أستراليا) (بالإنجليزية: Hunter Hendry)‏ هو لاعب كريكت أسترالي. لعب مع فريق فكتوريا للكريكت وفريق جنوب ويلز الجديد للكريكت ‏.

## وصلات خارجية
- هنتر هندري على موقع إي آس بي آن كريك إنفو (الإنجليزية)